# Rally van Australië 1999
De Rally van Australië 1999, formeel 12th Telstra Rally Australia, was de 12e editie van de Rally van Australië en de dertiende ronde van het wereldkampioenschap rally in 1999. Het was de 319e rally in het wereldkampioenschap rally die georganiseerd wordt door de Fédération Internationale de l'Automobile (FIA). De start en finish was in Perth.

## Verslag
In de voorlaatste ronde van het kampioenschap werden beide wereldtitels dit keer beslist. Didier Auriol kwam snel uit de startblokken, maar de Fransman zag zijn titel aspiraties min of meer in duigen vallen toen hij op de zesde proef frontaal tegen een boom klapte. Door de opgelopen schade bezweek zijn motor het op de daaropvolgende service en werd hij genoodzaakt op te geven. Een vergelijkbaar resultaat voor Tommi Mäkinen zou hem nog een kans geven, alleen gebeurde dit niet. Mäkinen reed na wat verloren tijd op de eerste dag een gecontroleerde wedstrijd en hij had aan zijn uiteindelijke derde plaats precies genoeg om zijn vierde wereldtitel op rij in Australië al te kunnen vieren; daarmee evenarend het recordaantal van Juha Kankkunen. De strijd vooraan om de overwinning bleek wel een stuk spannender. Richard Burns en Carlos Sainz waren de gehele rally verwikkeld in een secondestrijd, die op de slotdag werd beslist in het voordeel van Burns. De tweede plaats van Sainz betekende overigens wel dat Toyota als winnaar bij de constructeurs met opgeheven hoofd het kampioenschap konden verlaten.

## Programma
| Etappe | Datum                             | Klassementsproeven | Competitieve afstand |
| ------ | --------------------------------- | ------------------ | -------------------- |
| 1      | Donderdag 4 en vrijdag 5 november | 11                 | 134,99 kilometer     |
| 2      | Zaterdag 6 november               | 8                  | 160,87 kilometer     |
| 3      | Zondag 7 november                 | 4                  | 100,02 kilometer     |
|        |                                   |                    |                      |
| Totaal | Totaal                            | 23                 | 395,88 kilometer     |

## Resultaten
| Algemene top tien | Algemene top tien | Algemene top tien  | Algemene top tien            | Algemene top tien | Algemene top tien | Algemene top tien | Algemene top tien |
| Pos.              | #                 | Rijder             | Auto                         | Gr/kl             | Tijd              | Eerste            | Punten            |
| Pos.              | #                 | Navigator          | Inschrijving                 | C                 | Straftijd         | Vorige            | Punten            |
| ----------------- | ----------------- | ------------------ | ---------------------------- | ----------------- | ----------------- | ----------------- | ----------------- |
| 1.                | 5                 | Richard Burns      | Subaru Impreza S5 WRC 99     | A8                | 3:44:31,5         | 0:00              | 10                |
| 1.                | 5                 | Robert Reid        | Subaru World Rally Team      | C                 |                   | =                 | 10                |
| 2.                | 3                 | Carlos Sainz       | Toyota Corolla WRC           | A8                | 3:44:43,1         | + 11,6            | 6                 |
| 2.                | 3                 | Luís Moya          | Toyota Castrol Team          | C                 |                   | + 11,6            | 6                 |
| 3.                | 1                 | Tommi Mäkinen      | Mitsubishi Lancer Evo VI     | A8                | 3:49:02,9         | + 4:31,4          | 4                 |
| 3.                | 1                 | Risto Mannisenmäki | Marlboro Mitsubishi Ralliart | C                 |                   | + 4:19,8          | 4                 |
| 4.                | 2                 | Freddy Loix        | Mitsubishi Lancer Evo VI     | A8                | 3:52:04,0         | + 7:32,5          | 3                 |
| 4.                | 2                 | Sven Smeets        | Marlboro Mitsubishi Ralliart | C                 | 0:10              | + 3:01,1          | 3                 |
| 5.                | 15                | Marcus Grönholm    | Peugeot 206 WRC              | A8                | 3:52:33,4         | + 8:01,9          | 2                 |
| 5.                | 15                | Timo Rautiainen    | Peugeot Esso                 | C                 |                   | + 29,4            | 2                 |
| 6.                | 9                 | Harri Rovanperä    | Seat Córdoba WRC E2          | A8                | 3:52:44,3         | + 8:12,8          | 1                 |
| 6.                | 9                 | Risto Pietiläinen  | Seat Sport                   | C                 | 0:30              | + 10,9            | 1                 |
| 7.                | 8                 | Thomas Rådström    | Ford Focus WRC               | A8                | 3:53:01,2         | + 8:29,7          |                   |
| 7.                | 8                 | Fred Gallagher     | Ford Motor Co Ltd.           | C                 |                   | + 16,9            |                   |
| 8.                | 23                | Toshi Arai         | Subaru Impreza 555           | N4                | 4:05:49,8         | + 21:18,3         |                   |
| 8.                | 23                | Roger Freeman      | Subaru Rally Team Japan      | N4                |                   | + 12:48,6         |                   |
| 9.                | 30                | Kenneth Eriksson   | Hyundai Coupé Kit Car Evo 2  | A7                | 4:05:58,4         | + 21:26,9         |                   |
| 9.                | 30                | Staffan Parmander  | Hyundai Motorsport           | A7                | 0:10              | + 6,6             |                   |
| 10.               | 34                | Martin Rowe        | Renault Mégane Maxi          | A7                | 4:06:29,1         | + 21:57,6         |                   |
| 10.               | 34                | Derek Ringer       | Renault Elf Dealer Rallying  | A7                |                   | + 30,7            |                   |
| DNF top tien      |                   |                    |                              |                   |                   |                   |                   |
| Pos.              | #                 | Rijder             | Auto                         | Gr/kl             | KP                | Reden             | Reden             |
| Pos.              | #                 | Navigator          | Inschrijving                 | C                 | KP                | Reden             | Reden             |
| DNF               | 4                 | Didier Auriol      | Toyota Corolla WRC           | A8                | 7                 | Motor             | Motor             |
| DNF               | 4                 | Denis Giraudet     | Toyota Castrol Team          | C                 | 7                 | Motor             | Motor             |
| DNF               | 6                 | Juha Kankkunen     | Subaru Impreza S5 WRC 99     | A8                | 5                 | Wielophanging     | Wielophanging     |
| DNF               | 6                 | Juha Repo          | Subaru World Rally Team      | C                 | 5                 | Wielophanging     | Wielophanging     |
| DNF               | 7                 | Colin McRae        | Ford Focus WRC               | A8                | 12                | Ongeluk           | Ongeluk           |
| DNF               | 7                 | Nicky Grist        | Ford Motor Co Ltd.           | C                 | 12                | Ongeluk           | Ongeluk           |
| NF                | 14                | François Delecour  | Peugeot 206 WRC              | A8                | 12                | Versnellingsbak   | Versnellingsbak   |
| NF                | 14                | Daniel Grataloup   | Peugeot Esso                 | C                 | 12                | Versnellingsbak   | Versnellingsbak   |
| DNF               | 17                | Possum Bourne      | Subaru Impreza S4 WRC 98     | A8                | 2                 | Distributieriem   | Distributieriem   |
| DNF               | 17                | Craig Vincent      | Subaru Rally Team Australia  | A8                | 2                 | Distributieriem   | Distributieriem   |
| DNF               | 18                | Neal Bates         | Toyota Corolla WRC           | A8                | 16                | Ongeluk           | Ongeluk           |
| DNF               | 18                | Coral Taylor       | Toyota Team Australia        | A8                | 16                | Ongeluk           | Ongeluk           |
| DNF               | 19                | Yoshihiro Kataoka  | Mitsubishi Lancer Evo VI     | A                 | 15                | Ongeluk           | Ongeluk           |
| DNF               | 19                | Satoshi Hayashi    | Advan-Piaa Rally Team        | A                 | 15                | Ongeluk           | Ongeluk           |
| DNF               | 20                | Frédéric Dor       | Subaru Impreza S4 WRC 98     | A8                | 9                 | Turbo             | Turbo             |
| DNF               | 20                | Didier Breton      | F. Dor Rally Team            | A8                | 9                 | Turbo             | Turbo             |
| DNF               | 21                | Gustavo Trelles    | Mitsubishi Lancer Evo V      | N4                | 8                 | Wielophanging     | Wielophanging     |
| DNF               | 21                | Martin Christie    | Ralliart Italia              | N4                | 8                 | Wielophanging     | Wielophanging     |
| DNF               | 22                | Hamed Al-Wahaibi   | Mitsubishi Lancer Evo V      | N4                | 7                 | Schade na ongeluk | Schade na ongeluk |
| DNF               | 22                | Tony Sircombe      | Team Mitsubishi Oman         | N4                | 7                 | Schade na ongeluk | Schade na ongeluk |

| 2-liter top drie | 2-liter top drie           | 2-liter top drie |
| Pos.             | Rijder / constructeur      | Pnt.             |
| ---------------- | -------------------------- | ---------------- |
| 1                | Kenneth Eriksson / Hyundai | 10               |
| 2                | Martin Rowe / Renault      | 6                |
| 3                | Alister McRae / Hyundai    | 4                |
| PWRC top drie    |                            |                  |
| Pos.             | Rijder                     | Pnt.             |
| 1                | Toshi Arai                 | 10               |
| 2                | Ed Ordynski                | 6                |
| 3                | Uwe Nittel                 | 4                |

## Statistieken

#### Klassementsproeven
| Etappe | Datum      | KP | Starttijd | Naam                 | Lengte   | Snelste rijder             | Tijd    | Gem. snelheid | Rallyleider   |
| ------ | ---------- | -- | --------- | -------------------- | -------- | -------------------------- | ------- | ------------- | ------------- |
| 1      | 4 november | 1  | 18:42     | Langley Park Super 1 | 2,20 km  | Colin McRae                | 1:35,5  | 82,93 km/u    | Colin McRae   |
| 1      | 5 november | 2  | 8:42      | York Railway         | 5,80 km  | Didier Auriol              | 2:36,8  | 121,68 km/u   | Didier Auriol |
| 1      | 5 november | 3  | 9:07      | Muresk 1             | 6,81 km  | Didier Auriol              | 3:28,9  | 117,36 km/u   | Didier Auriol |
| 1      | 5 november | 4  | 9:28      | Muresk 2             | 6,81 km  | Didier Auriol              | 3:25,3  | 119,42 km/u   | Didier Auriol |
| 1      | 5 november | 5  | 11:21     | Beraking             | 28,59 km | Tommi Mäkinen              | 15:54,2 | 107,86 km/u   | Didier Auriol |
| 1      | 5 november | 6  | 15:06     | Atkins 1             | 4,42 km  | Richard Burns              | 3:00,9  | 87,96 km/u    | Colin McRae   |
| 1      | 5 november | 7  | 13:40     | Kevs                 | 10,18 km | Colin McRae                | 5:48,4  | 105,19 km/u   | Colin McRae   |
| 1      | 5 november | 8  | 14:04     | Flynns               | 34,01 km | Richard Burns              | 20:00,0 | 102,03 km/u   | Tommi Mäkinen |
| 1      | 5 november | 9  | 15:43     | Helena               | 30,05 km | Carlos Sainz               | 16:36,9 | 108,52 km/u   | Carlos Sainz  |
| 1      | 5 november | 10 | 16:20     | Atkins 2             | 4,42 km  | Carlos Sainz               | 2:58,5  | 89,14 km/u    | Carlos Sainz  |
| 1      | 5 november | 11 | 19:22     | Langley Park Super 2 | 2,20 km  | Carlos Sainz               | 1:36,0  | 82,50 km/u    | Carlos Sainz  |
|        |            |    |           |                      |          |                            |         |               | Carlos Sainz  |
| 2      | 6 november | 12 | 7:46      | Murray Pines 1       | 18,53 km | Richard Burns              | 10:56,2 | 101,66 km/u   | Richard Burns |
| 2      | 6 november | 13 | 9:04      | Harvey Weir          | 8,19 km  | Richard Burns              | 4:47,5  | 102,55 km/u   | Richard Burns |
| 2      | 6 november | 14 | 10:04     | Stirling West        | 15,89 km | Richard Burns              | 9:37,5  | 99,05 km/u    | Richard Burns |
| 2      | 6 november | 15 | 10:27     | Stirling East        | 35,48 km | Carlos Sainz               | 19:58,0 | 106,62 km/u   | Richard Burns |
| 2      | 6 november | 16 | 12:41     | Wellington Dam       | 45,42 km | Richard Burns              | 25:40,8 | 106,12 km/u   | Richard Burns |
| 2      | 6 november | 17 | 14:29     | Brunswick            | 16,63 km | Richard Burns Carlos Sainz | 9:14,6  | 107,95 km/u   | Richard Burns |
| 2      | 6 november | 18 | 16:16     | Murray Pines 2       | 18,53 km | Carlos Sainz               | 10:49,2 | 102,75 km/u   | Richard Burns |
| 2      | 6 november | 19 | 19:29     | Langley Park Super 3 | 2,20 km  | Carlos Sainz               | 1:36,4  | 82,16 km/u    | Richard Burns |
|        |            |    |           |                      |          |                            |         |               | Richard Burns |
| 3      | 7 november | 20 | 7:32      | Bunnings West        | 35,29 km | Carlos Sainz               | 17:38,6 | 120,01 km/u   | Richard Burns |
| 3      | 7 november | 21 | 8:52      | Bunnings North       | 36,84 km | Richard Burns              | 19:47,9 | 111,65 km/u   | Richard Burns |
| 3      | 7 november | 22 | 10:42     | Bunnings South       | 25,16 km | Carlos Sainz               | 15:09,2 | 99,62 km/u    | Richard Burns |
| 3      | 7 november | 23 | 12:30     | Michelin TV Stage    | 2,73 km  | Carlos Sainz               | 1:36,1  | 102,27 km/u   | Richard Burns |

| KP overwinningen | KP overwinningen |
| Rijder           | Aantal           |
| ---------------- | ---------------- |
| Carlos Sainz     | 10               |
| Richard Burns    | 8                |
| Didier Auriol    | 3                |
| Colin McRae      | 2                |
| Tommi Mäkinen    | 1                |

## Kampioenschap standen

#### Rijders
|   | Pos. | Rijder         | Pnt. |
| - | ---- | -------------- | ---- |
| = | 1    | Tommi Mäkinen  | 62   |
| = | 2    | Didier Auriol  | 52   |
| 2 | 3    | Richard Burns  | 45   |
| = | 4    | Carlos Sainz   | 44   |
| 2 | 5    | Juha Kankkunen | 38   |

#### Constructeurs
|   | Pos. | Constructeur                 | Pnt. |
| - | ---- | ---------------------------- | ---- |
| = | 1    | Toyota Castrol Team          | 109  |
| = | 2    | Subaru World Rally Team      | 89   |
| = | 3    | Marlboro Mitsubishi Ralliart | 81   |
| = | 4    | Ford Motor Co Ltd.           | 36   |
| = | 5    | Seat Sport                   | 19   |

- Vetgedrukte tekst betekent wereldkampioen.
- Noot: Enkel de top 5-posities worden in beide standen weergegeven.